# Annie Gorassini
Annie Gorassini (Milán, 8 de enero de 1941) es una actriz italiana.

## Biografía
De ascendencia francesa, representó a su Italia natal en el certamen de Miss Mundo 1957. No ganó, pero su participación le permitió ingresar al mundo del espectáculo, participando en varios programas de televisión italianos, entre ellos Un due tre, en el que participó en algunos sketches con Raimondo Vianello y Ugo Tognazzi.
Hizo su debut cinematográfico en 1959 en Tipi da spiaggia de Mario Mattoli, la primera de más de treinta películas. Hizo todo el resto de sus películas durante la década de 1960, las primeras siendo películas del género péplum como Saffo, venere di Lesbo (1960) y Vulcano, figlio di Giove (1962), siendo su aparición más prominente 8½ (1963) de Federico Fellini.
A fines de la década de 1960, cambió de ocupación y se dedicó a trabajar en el negocio de la música durante la década de 1970, participando en el concurso Zecchino d'Oro como cantante en 1972 y componiendo canciones infantiles y pop, estas últimas para artistas como Ornella Vanoni y Nino Manfredi. A principios de la década de 1980, se convirtió también en periodista; entre otras cosas, proporcionó una sección de animales para el programa matutino Uno Mattina de la RAI.

## Filmografía parcial
- Tipi da spiaggia de Mario Mattoli (1959).
- I baccanali di Tiberio de Giorgio Simonelli (1960).
- Messalina, Venere imperatrice de Vittorio Cottafavi (1960).
- Saffo, venere di Lesbo de Pietro Francisci (1960).
- Le pillole di Ercole de Luciano Salce (1960).
- Un mandarino per Teo de Mario Mattoli (1960).
- Il relitto de Giovanni Paolucci y Michael Cacoyannis (1961).
- Vacanze alla baia d'argento de Filippo Walter Ratti (1961).
- Le magnifiche 7 de Marino Girolami (1961).
- Una domenica d'estate de Giulio Petroni (1962).
- Vulcano, figlio di Giove de Emimmo Salvi (1962).
- 8½ de Federico Fellini (1963).
- Un treno è fermo a Berlino de Rolf Hädrich (1963).
- Dos monjitas de Luciano Salce (1963).
- Il successo de Dino Risi y Mauro Morassi (1963).
- Follie d'estate de Edoardo Anton y Carlo Infascelli (1963).
- La ballata dei mariti de Fabrizio Taglioni (1963).
- I terribili 7 de Raffaello Matarazzo (1963).
- I marziani hanno 12 mani de Franco Castellano y Giuseppe Moccia (1963).
- Le sette vipere de Renato Polselli (1964).
- Un italiano en la Argentina de Dino Risi (1964).
- 002 agenti segretissimi de Lucio Fulci (1964).
- Le tardone de Marino Girolami (1963).
- Due mattacchioni al Moulin Rouge de Carlo Infascelli y Giuseppe Vari (1964).
- La violenza e l'amore de Adimaro Sala (1965).
- Gli amanti latini de Mario Costa (1965).
- Veneri al sole de Marino Girolami (1965).
- Questo pazzo, pazzo mondo della canzone de Bruno Corbucci y Giovanni Grimaldi (1965).
- Delitto d'amore de Luigi Comencini (1966).
- El rojo de Leopoldo Savona (1967).
- La notte pazza del conigliaccio de Alfredo Angeli (1967).
- Diabolik de Mario Bava (1968).